# ميلدريد لويس روذرفورد
ميلدريد لويس«ملكة جمال ميلي» روذرفورد (بالإنجليزية: Mildred Lewis Rutherford)‏ . (16 تموز 1851 - 15 أغسطس 1928). كانت ميلدريد مُعلمة ومؤلفة بارزة. عَمِلت كرئيسة في معهد لوسي كوب وفي مناصب أُخرى لأكثر من أربعينَ عاماً، كما أشرفت على إضافة كنيسة سيني ستوفال إلى المدرسة، شاركت بشكلٍ كبير في العديد من المُنظمات، وأصبحت المؤرخة العامة لبنات الكُنفدرالية المتحدة (UDC)، وكان الخطاب الذي القتة هو أول خطاب من امراة تُسجل في سِجل الكونغرس. وقد كانت كاتبة خيالية مُنتجة ومعروفة أيضاً بخطاباتها، كانت روثرفورد مُميزة بتوقيعها «حسناء الجنوب» لخطاباتها التي تميزت بآراء قوية مؤيدة للفيدرالية والنزعة إلى العبودية وعارضت حق التصويت للنساء.
في عام 1914، انضمت إلى جمعية جورجيا التي عارضت حق المرأة في الاقتراع وأصبحت «معارضة قوية» لحقوق المرأة في التصويت والتعديل التاسع عشر لدستور الولايات المتحدة، والذي تم التصديق عليه في 18 أغسطس 1920، واعتبرت حق الاقتراع «ليس خطوة نحو المساواة، بل وسيلة لسرقة النساء من القوة الوحيدة التي يملكنها حقًا - تلك التي لها تأثير أنثوي وإقناع داخل أسرهن. لم تتوافق رذرفورد مع هذا الرأي مطلقًا بحقيقة أنها كانت واحدة من أكثر النساء نشاطًا ومعروفًا علنًا في جورجيا من وقتها». كانت معارضتها «هائلة»: ترأس دوللي بلونت لامار ورذرفورد المنظمة، وفي عام 1919 أصبحت هذه «الدولة المحافظة» الدولة الأولى التي رفضت التعديل. وتؤكد القضية أنه «بينما احتفظت رذرفورد بمقاومتها القوية لـ تعديل حق الاقتراع،» عارضت «جميع التعديلات الدستورية، بما في ذلك الحظر، على الرغم من مشاعرها المناهضة للكحول، على أساس الحد من السلطة الاتحادية».

## المصرع والإرث
في عام 1927 أصبحت روذرفورد مريضةً جداً. وفي وقتٍ مُتأخر مِن ليلة عيد الميلاد وأثناء تلقيها للعلاج تعرض منزلُها لحريقٍ مدمرٍ التهم الكثير من أوراقها الشخصية وممتلكاتها، بما في ذلك معظم مجموعاتها الخاصة من التُحف الكُنفدرالية. ثم تُوفيت في 15 من أغسطس عام 1928وقد دُفنت في مقبرة 'اوكوني هيل' في التلة الشرقية، أحد القسمين الأصليين للمقبرة، تم تسمية ابنة أختها الكبرى ميلدريد سيدل على شرفها وأصبحت صحفية معروفة جداً وواحدة من الأوائل في جورجيا وكاتبة النقابة الوطنية. لدى روذرفورد مهجع طلابي سُمي بأسمها في جامعة جورجيا.